# シロカツオドリ
シロカツオドリ（白鰹鳥、学名：Morus bassanus）は、カツオドリ目カツオドリ科に分類される鳥類の1種。

## 分布
北大西洋、カリブ海、地中海。

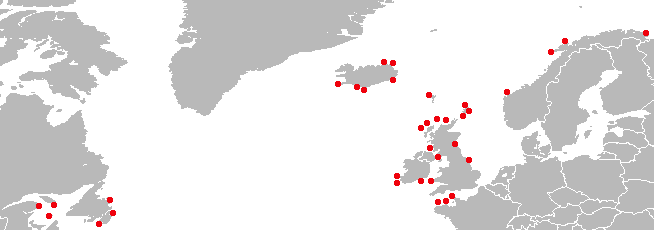
北大西洋の集団繁殖地

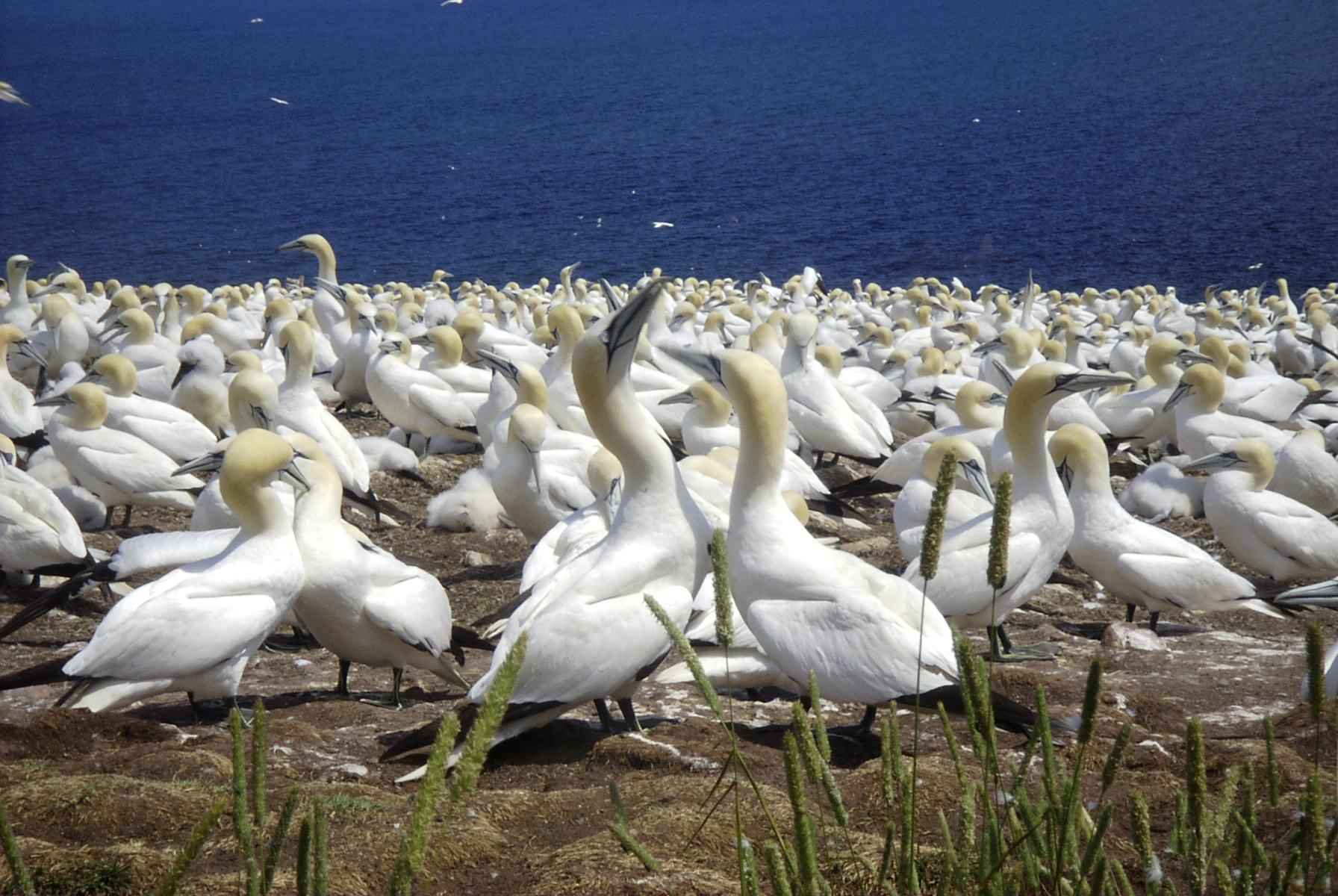
ボナヴェンチュール島（カナダ）

繁殖域は北大西洋である。通常大きな集団営巣地として、海洋を見下ろす崖や小さな岩の多い島に営巣する。最大の営巣地はケベック州（カナダ東部）のボナヴェンチュール島 (Bonaventure Island) で、60,000組以上のつがいが見られるが、全個体数の68%はバス・ロック（Bass Rock、種のラテン語名となる）やセントキルダ群島のボーレー島 (Boreray) の大集団営巣地があるグレートブリテン島やアイルランド沿岸付近で繁殖する。
冬期にはほとんどが大西洋上をさらに南に移動し、アメリカ合衆国東部およびアフリカ西部に至る。

## 形態

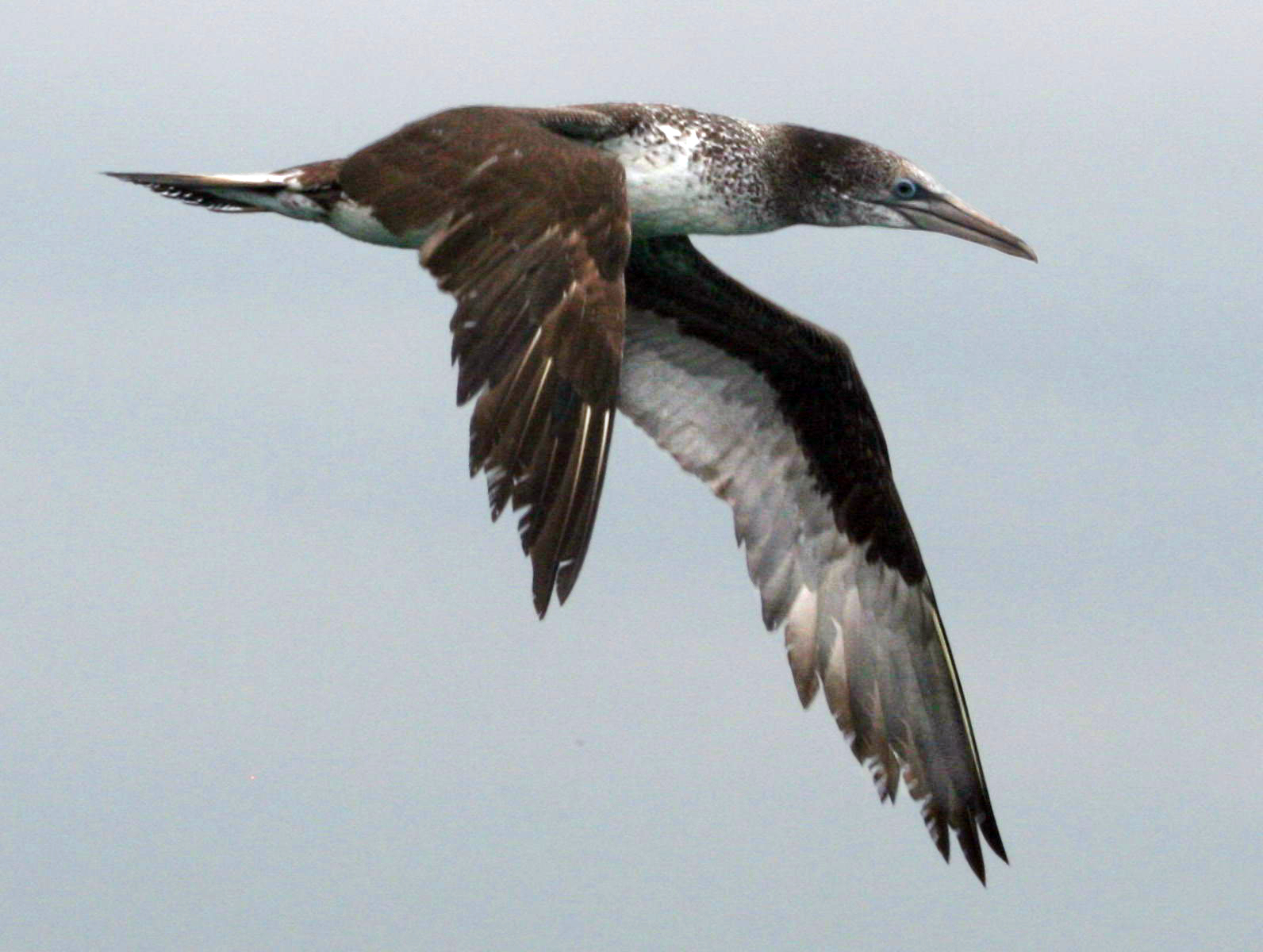
暗褐色の若鳥

全長約93cm (85-97cm)、翼開長約172cm  (170-192cm)。体重約3kg。全身の羽毛はほとんど白いが、初列風切や初列雨覆は黒い。成鳥の頭頂から後頸にかけて黄色みがあり、繁殖期には雄の頭部および後頸がより黄色みを帯びる。くちばしは淡い青灰色で黒い筋がある。虹彩は淡灰色で、目の周りに青色の環があり、露出した黒い皮膚に囲まれて、喉にも黒い筋がある。足は暗灰色。幼鳥の羽毛は灰褐色。最初の年は暗褐色で、その後5回換羽し、5年後の成鳥羽に達するまで、季節毎に徐々に白くなっていく。

## 生態
崖の岩棚や斜面などに集団で営巣する。

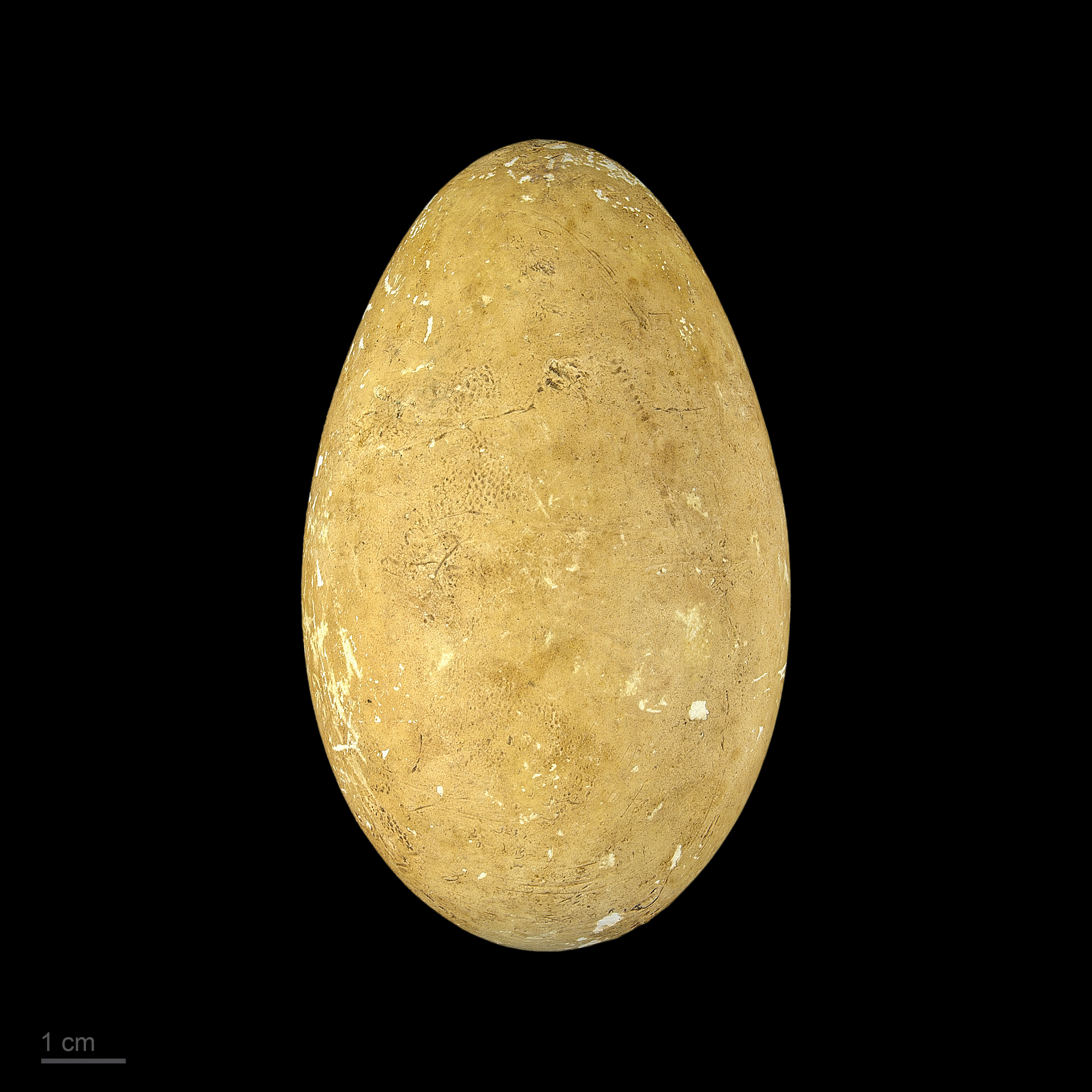
Morus bassanus

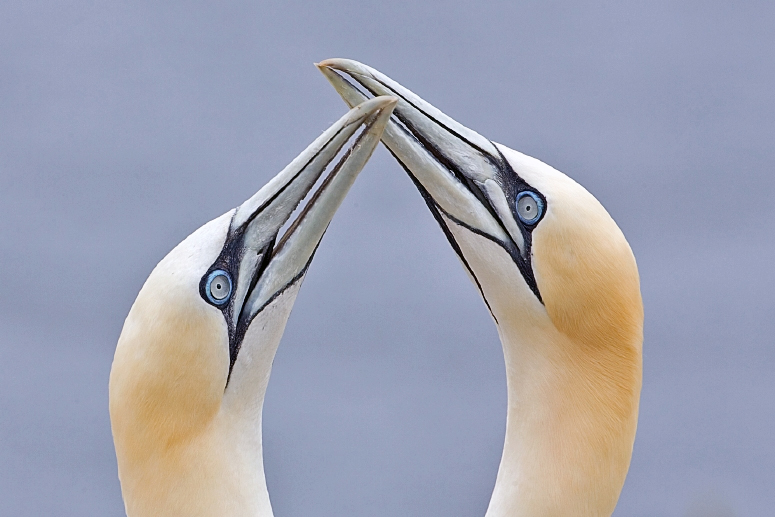
互いのくちばしを打ち合う求愛行動

シロカツオドリのつがいは、数期にわたり一緒でいると考えられる。つがいは営巣地で入念な求愛儀式を行い、くちばしと頸を空に向けて伸ばし、それから互いにくちばしを軽くたたき合う。
1卵を産み、抱卵日数は約44日で、雌雄交代で抱卵する。
カツオドリ科の鳥は驚異のダイバーであり、水を打つ前に矢のように体を完全に真っ直ぐにして、空中から高速で海に突入する。潜水して魚を捕らえると、シロカツオドリは浮上前に水中で魚を飲み込む。主に海面近くに群れで集まる小魚（全長2.5-30.5cm）を食べる。ほとんどどのような小魚（餌の約80-90%）もしくは他の小さな海洋種（多くはイカ）でも捕っている。各種のタラ、キュウリウオ (Smelt) 、ニシン属の種は最も頻繁に捕らえる。
力強く機敏に飛翔するが、離陸や着陸は下手である。
卵や雛の捕食者としてはオオカモメやセグロカモメ、ワタリガラス、オコジョ、アカギツネなどがいる。成鳥の唯一知られる天敵はハクトウワシであり、大型のサメやアザラシは海でカツオドリをまず捕らえたりはしない。

## 人間との関係
イギリスでは、シロカツオドリは保護種である。しかし、法的例外としてルイス島のネス（Ness、別名 Nìs）地域の住民が、伝統的な地元料理（味は魚のようといわれる）として食べるために、毎年、最大2,000羽のシロカツオドリ（地元では guga として知られる）を殺してもよいと認められている。
これらのシロカツオドリの多くはスーラ・スゲア (Sula Sgeir) でとられ、それらの名にちなんで名付けられている（súla = カツオドリ、sker = 岩礁の意）。
シロカツオドリの個体数は現在安定しているが、かつて生息地の減少、卵の除去、成鳥の狩猟により大幅にその数を減らした。